# Trophée Wooden
Pour les articles homonymes, voir Wooden.

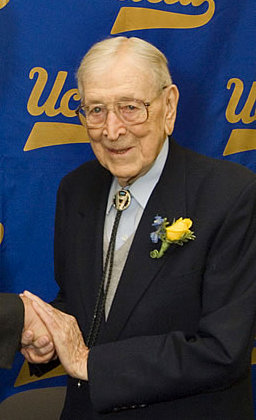
John Wooden, joueur et coach universitaire, qui a donné son nom au trophée.

Le trophée Wooden (John R. Wooden Award) est une récompense annuelle remise aux meilleurs joueurs universitaires de basket-ball des États-Unis. Il se décompose en plusieurs prix : le meilleur joueur (depuis 1977), la meilleure joueuse (depuis 2004) et le meilleur entraîneur (depuis 1999). Ils sont décernés par le Los Angeles Athletic Club et portent le nom de John Wooden.

## Processus d'attribution

### Meilleur joueur
Chaque année, le Award's National Advisory Board, composé de 26 membres, sélectionne une vingtaine de basketteurs pour le titre de meilleur joueur et pour la composition de l'équipe All-America. Les candidats doivent être étudiants et avoir au-moins C au-cours de leur cursus universitaire. Pour être sélectionné, il faut également avoir contribué à la fois offensivement et défensivement au jeu de l'équipe et être exemplaire sur et en dehors du terrain. La liste des joueurs est annoncée avant le championnat NCAA. Ensuite, un millier de journalistes sportifs des cinquante états participent à un vote.
Les dix joueurs recueillant le plus de voix sont sélectionnés dans l'équipe All-America qui est annoncée avant le final four. Le nom du basketteur ayant reçu le plus de voix, et donc élu joueur de l'année, est donné après la finale NCAA.

### Meilleure joueuse
Les critères pour les femmes sont les mêmes que pour les hommes. Cependant le comité ne comporte que douze membres et ne sélectionne que quinze joueuses. Il y a 250 journalistes sportifs participant au vote et l'équipe féminine All-American n'est composée que de cinq basketteuses.

## Le trophée
Le trophée a été réalisé par le sculpteur Don Winton. Il se compose de cinq personnage en bronze chacun représentant une des cinq qualités qu'un joueur complet doit posséder selon John Wooden : rebond, passe, tir, dribble et défense.
Les personnages sont en plaqué bronze et le plus grand mesure 26 cm. La base pentagonale est en noyer est mesure 19 cm de haut. Le poids total est 11,3 kg.

## Palmarès

### Joueur de l'année
- 1977 - Marques Johnson, Bruins d'UCLA
- 1978 - Phil Ford, Tar Heels de la Caroline du Nord
- 1979 - Larry Bird, Sycamores d'Indiana State
- 1980 - Darrell Griffith, Cardinals de Louisville
- 1981 - Danny Ainge, Cougars de BYU
- 1982 - Ralph Sampson, Cavaliers de la Virginie
- 1983 - Ralph Sampson, Cavaliers de la Virginie
- 1984 - Michael Jordan, Tar Heels de la Caroline du Nord
- 1985 - Chris Mullin, St John's Redmen (Red Storm depuis 1994)
- 1986 - Walter Berry, St John's Redmen
- 1987 - David Robinson, Midshipmen de la Navy
- 1988 - Danny Manning, Jayhawks du Kansas
- 1989 - Sean Elliott, Wildcats de l'Arizona
- 1990 - Lionel Simmons, Explorers de La Salle
- 1991 - Larry Johnson, Rebels d'UNLV
- 1992 - Christian Laettner, Blue Devils de Duke
- 1993 - Calbert Cheaney, Hoosiers de l'Indiana
- 1994 - Glenn Robinson, Boilermakers de Purdue
- 1995 - Ed O'Bannon, Bruins d'UCLA
- 1996 - Marcus Camby, Minutemen d'UMass
- 1997 - Tim Duncan, Demon Deacons de Wake Forest
- 1998 - Antawn Jamison, Tar Heels de la Caroline du Nord
- 1999 - Elton Brand, Blue Devils de Duke
- 2000 - Kenyon Martin, Bearcats de Cincinnati
- 2001 - Shane Battier, Blue Devils de Duke
- 2002 - Jay Williams, Blue Devils de Duke
- 2003 - T.J. Ford, Longhorns du Texas
- 2004 - Jameer Nelson, Hawks de Saint Joseph
- 2005 - Andrew Bogut, Utes de l'Utah
- 2006 - J. J. Redick, Blue Devils de Duke
- 2007 - Kevin Durant, Longhorns du Texas
- 2008 - Tyler Hansbrough, Tar Heels de la Caroline du Nord
- 2009 - Blake Griffin, Sooners de l'Oklahoma
- 2010 - Evan Turner, Buckeyes d'Ohio State
- 2011 - Jimmer Fredette, Cougars de BYU
- 2012 - Anthony Davis, Wildcats du Kentucky
- 2013 - Trey Burke, Wolverines du Michigan[1]
- 2014 - Doug McDermott, Bluejays de Creighton[2]
- 2015 - Frank Kaminsky, Badgers du Wisconsin
- 2016 - Buddy Hield, Sooners de l'Oklahoma
- 2017 - Frank Mason III, Jayhawks du Kansas
- 2018 - Jalen Brunson, Wildcats de Villanova
- 2019 - Zion Williamson, Blue Devils de Duke
- 2020 - Obi Toppin, Flyers de Dayton
- 2021 - Luka Garza, Hawkeyes de l'Iowa
- 2022 - Oscar Tshiebwe, Wildcats du Kentucky
- 2023 - Zach Edey, Boilermakers de Purdue
- 2024 - Zach Edey, Boilermakers de Purdue
- 2025 - Cooper Flagg, Blue Devils de Duke

### Joueuse de l'année
- 2004 - Alana Beard, Blue Devils de Duke
- 2005 - Seimone Augustus, Lady Tigers de LSU
- 2006 - Seimone Augustus, LSU
- 2007 - Candace Parker, Lady Vols du Tennessee
- 2008 - Candace Parker, Tennessee
- 2009 - Maya Moore, Huskies de l'UConn
- 2010 - Tina Charles, UConn
- 2011 - Maya Moore, UConn
- 2012 - Brittney Griner, Lady Bears de Baylor
- 2013 - Brittney Griner, Baylor[3]
- 2014 - Chiney Ogwumike, Cardinal de Stanford[4]
- 2015 - Breanna Stewart, UConn
- 2016 - Breanna Stewart, UConn
- 2017 - Kelsey Plum, Huskies de Washington
- 2018 - A'ja Wilson, Gamecocks de la Caroline du Sud
- 2019 - Sabrina Ionescu, Ducks de l'Oregon
- 2020 - Sabrina Ionescu, Ducks de l'Oregon
- 2021 - Paige Bueckers, UConn
- 2022 - Aliyah Boston, Gamecocks de la Caroline du Sud
- 2023 - Caitlin Clark, Hawkeyes de l'Iowa
- 2024 - Caitlin Clark, Hawkeyes de l'Iowa
- 2025 - JuJu Watkins (en), Trojans de l'USC

### Entraîneurs
- 1999 - Dean Smith, Tar Heels de la Caroline du Nord
- 2000 - Mike Krzyzewski, Blue Devils de Duke
- 2001 - Lute Olson, Wildcats de l'Arizona
- 2002 - Denny Crum (en), Cardinals de Louisville
- 2003 - Roy Williams, Jayhawks du Kansas/Caroline du Nord
- 2004 - Mike Montgomery, Cardinal de Stanford (masculin)
- 2005 - Jim Calhoun, Huskies du Connecticut (masculin)
- 2006 - Jim Boeheim, Orange de Syracuse
- 2007 - Gene Keady (en), Boilermakers de Purdue
- 2008 - Pat Summitt, Lady Vols du Tennessee (féminin)
- 2009 - Rick Barnes (en), Longhorns du Texas
- 2010 - Billy Donovan, Gators de la Floride
- 2011 - Tom Izzo (en), Spartans de Michigan State
- 2012 - Geno Auriemma, Huskies du Connecticut (féminin)
- 2013 - Bill Self (en), Jayhawks du Kansas
- 2014 - Tara VanDerveer, Cardinal de Stanford (féminin)
- 2015 - Steve Fisher (en), Aztecs de San Diego State
- 2016 - Tubby Smith (en), Red Raiders de Texas Tech
- 2017 - Muffet McGraw (en), Fighting Irish de Notre Dame (féminin)
- 2018 - Jay Wright (en), Wildcats de Villanova
- 2019 - Lon Kruger, Sooners de l'Oklahoma
- 2020 - C. Vivian Stringer, Scarlet Knights de Rutgers (féminin)
- 2021 - Dave Yanai (en), Toros de Cal State Dominguez Hills (en) et Golden Eagles de Cal State Los Angeles (en)
- 2022 - Rick Byrd (en), Bruins de Belmont
- 2023 - Dawn Staley, Gamecocks de la Caroline du Sud (féminin)
- 2024 - John Calipari, Wildcats du Kentucky
- 2025 - Mark Few (en), Bulldogs de Gonzaga